# هانس-اولریش باک
هانس-اولریش باک (به آلمانی: Hans-Ulrich Back) (۲۶ اوت ۱۸۹۶ - ۱۴ فوریه ۱۹۷۶) نظامی بلندپایه آلمانی در دوره رایش سوم بود.